# Seleção Sarda de Futebol
A Seleção Sarda de Futebol é a equipe oficial de futebol da Sardenha. É organizada pela Federação Nacional de Esportes da Sardenha, fundada em 2012. A equipe foi coloquialmente referida com o nome Sa Natzionale.
A Sardenha não é afiliada à FIFA nem à UEFA, e portanto, não pode participar da Copa do Mundo nem do Campeonato Europeu.
No entanto, desde 2018 a Federação Nacional é associada à ConIFA, portanto, a equipe pode participar da Copa do Mundo ConIFA e da Copa Europeia ConIFA.

## Registro competitivo

### Copa do Mundo ConIFA
- 2014 - Não entrou
- 2016 - Não entrou
- 2018 - Não entrou
- 2020 - A definir

### Copa Europeia ConIFA
- 2015 - Não entrou
- 2017 - Não entrou
- 2019 - Classificada